# HP Inc.
Die HP Inc. (bis 1. November 2015 Hewlett-Packard Company [ˈhjuːlɪt ˈpækəd]) ist einer der größten US-amerikanischen PC- und Druckerhersteller, registriert in Wilmington, Delaware und mit der Unternehmenszentrale in Palo Alto, Kalifornien.
Am 1. November 2015 wurde das Unternehmensgeschäft als Hewlett Packard Enterprise abgespalten und die Hewlett-Packard Company in HP Inc. umbenannt. Daher ist HP keine Abkürzung für Hewlett-Packard mehr, sondern offizielle Firmierung. Im Rahmen der Aufspaltung wechselten 252.000 Mitarbeiter zu Hewlett Packard Enterprise, während 50.000 Mitarbeiter bei HP Inc. verblieben.

## Techniken und Produkte

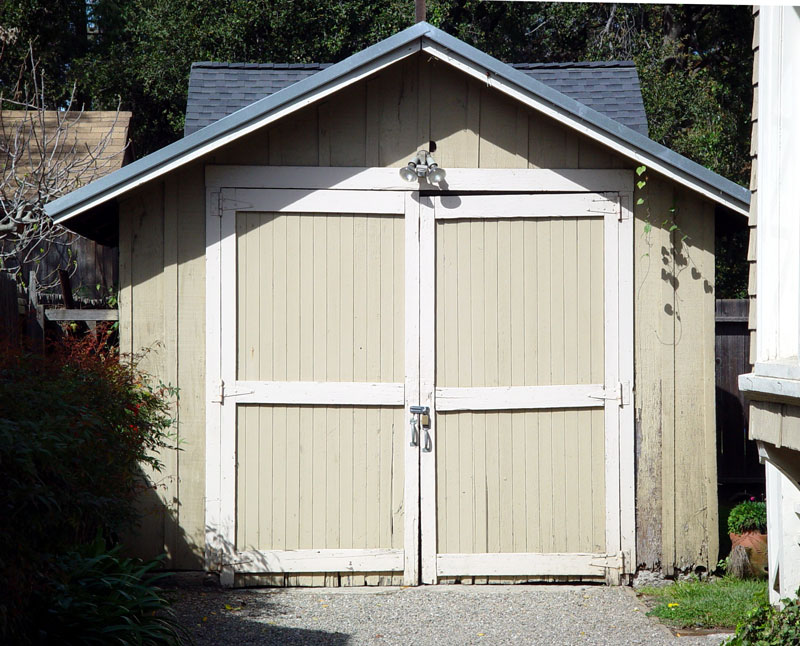
„HP“-Garage in Palo Alto, Kalifornien

In den 1970er Jahren bot HP im technischen Bereich die Rechnerserie HP 1000 (16 Bit) mit dem Multiuser-Betriebssystemen Real-Time Executive und dem Einzeluser-Betriebssystem DOS (nicht zu verwechseln mit MS-DOS) an. Im kommerziellen Bereich gab es die Rechner HP 3000 mit dem Betriebssystem MPE. HP war lange Jahre als Hersteller im Bereich wissenschaftlicher, programmierbarer Taschenrechner (zum Beispiel HP-48) sowie der Messtechnik tätig.
Ab dem Jahr 1982 folgte die Rechnerserie HP 9000 mit HP-UX als Betriebssystem.
HP ist (vornehmlich beim Endkunden) vor allem als Hersteller von Druckern bekannt. Insbesondere durch den Verkauf der Verbrauchsmaterialien (Tinte oder Toner) erwirtschaftet HP einen großen Teil seiner Unternehmensgewinne. Um Benutzer daran zu hindern, Tinte oder Toner alternativer Hersteller zu verwenden, hat HP verschiedene Techniken entwickelt, patentiert und eingesetzt. Die Techniken sind aus datenschutz- und wettbewerbsrechtlichen Gründen umstritten und teilweise in der EU seit 2007 als Wettbewerbsverhinderung untersagt.
Die Produktpalette reicht von Taschenrechnern, Desktop-PCs, Notebooks und Tablets bis hin zu Druckern. Das Unternehmen ist Weltmarktführer bei Druckern, Kopier- und Multifunktionsgeräten mit einem Marktanteil von 37,30 Prozent (Stand 3. Quartal 2012). Bei den Druckern umfasst das Angebot sowohl High Speed Inkjet-Geräte als auch Großformatdrucker (2015).
Ende Oktober 2014 hat das Unternehmen einen 3D-Drucker, bei dem verschiedene flüssige Materialien kombiniert werden, vorgestellt.
HP war das erste Technologieunternehmen im Silicon Valley. Zu HP gehört außerdem der Computerhersteller Compaq.
Die deutsche Hauptniederlassung befindet sich in Böblingen, die schweizerische Niederlassung der Hewlett-Packard Schweiz in Wallisellen und die österreichische in Wien. HP ist deutschlandweit durch Vertriebs- und Service-Niederlassungen vertreten.

## Geschichte

### Hewlett-Packard Company

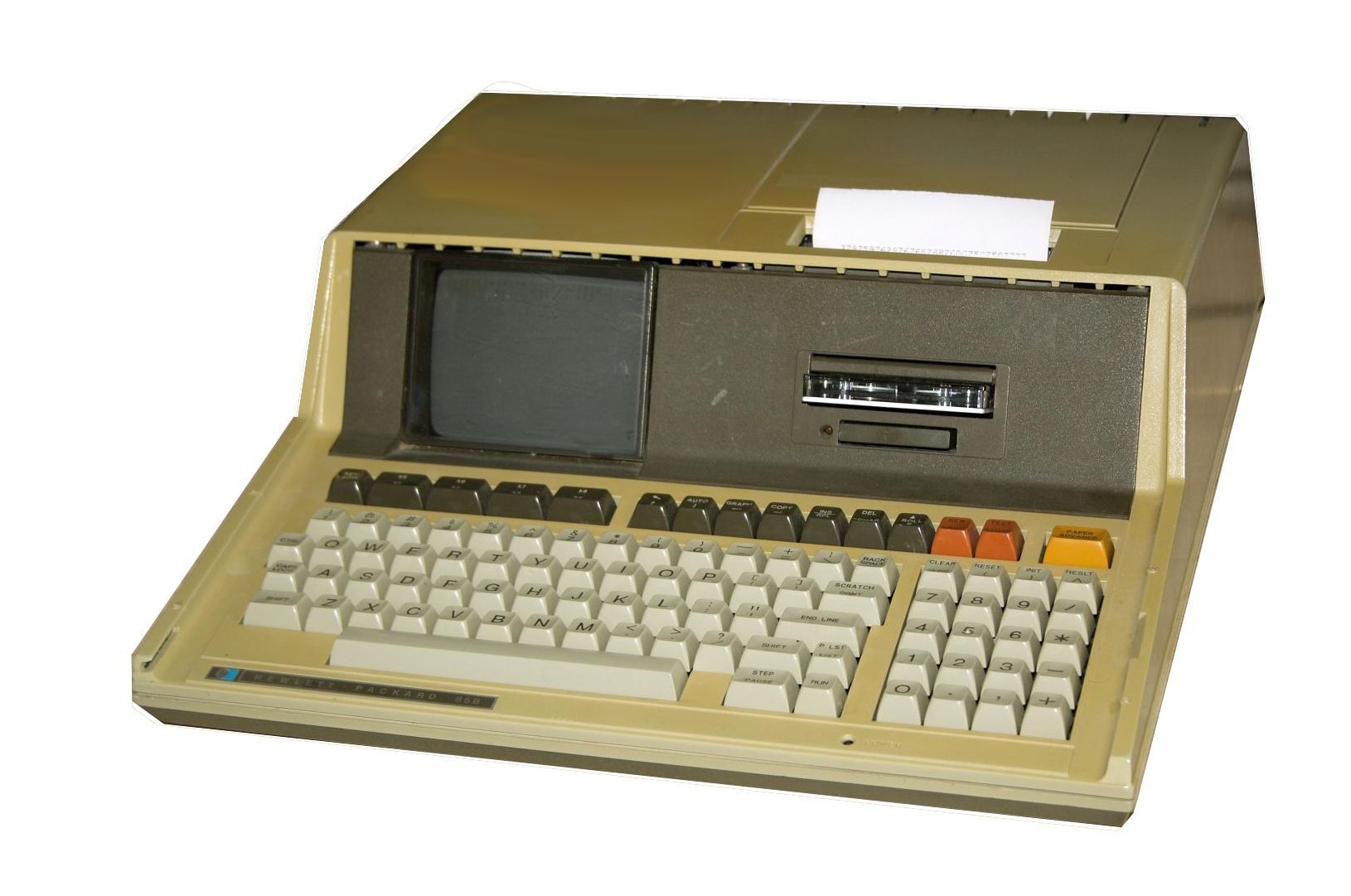
HP 85B ab 1979

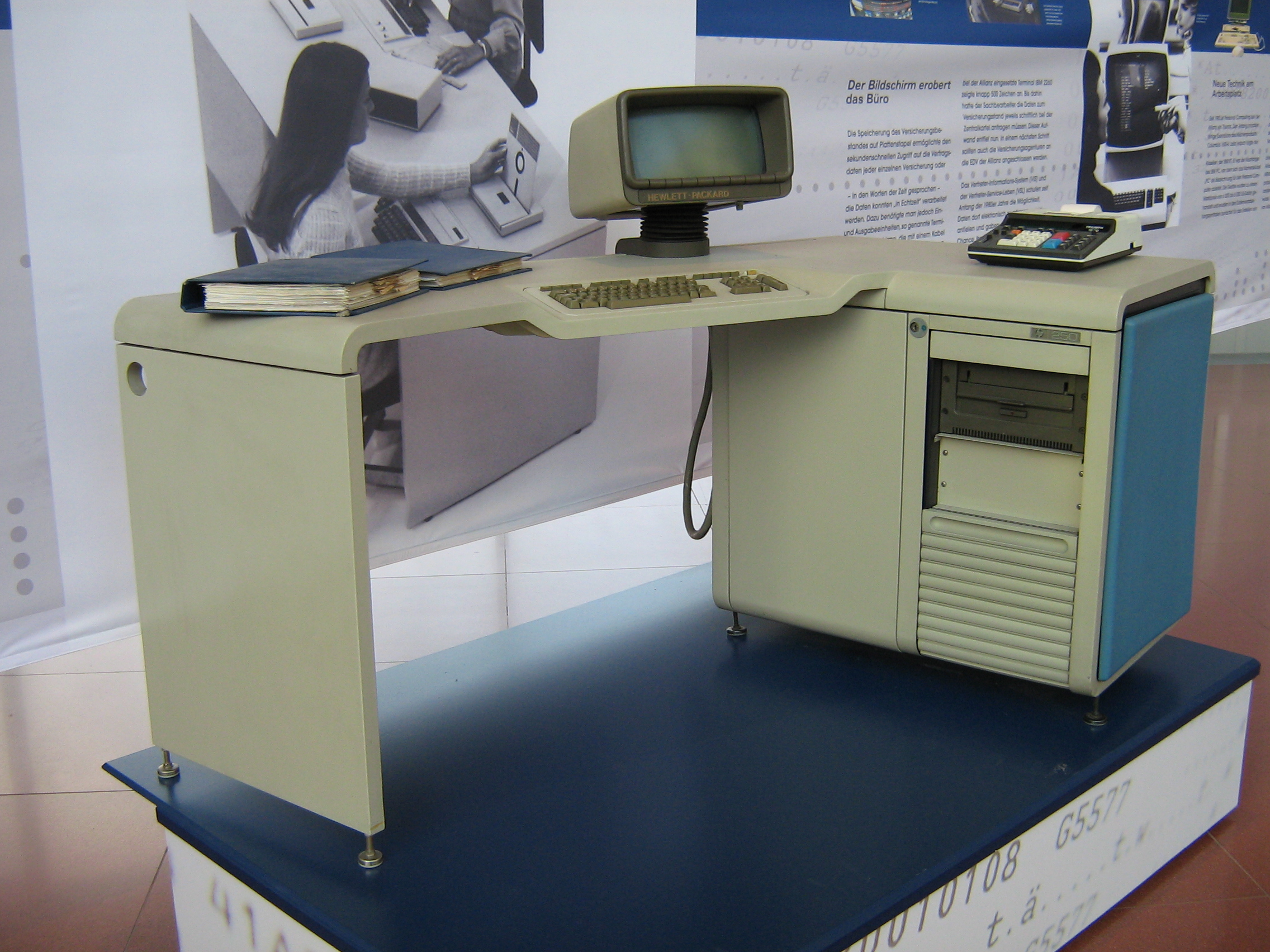
HP 250 (1978)

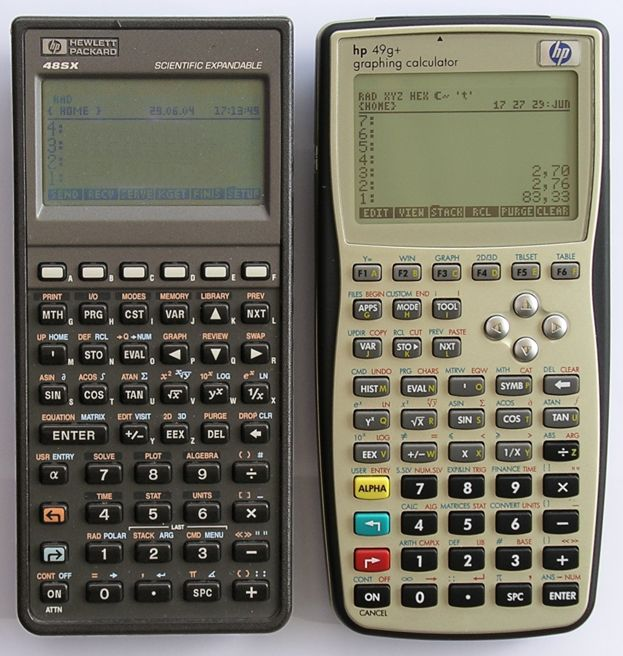
Links: HP 48SX (Baujahr 1989); rechts: HP 49g+ (Baujahr 2004)

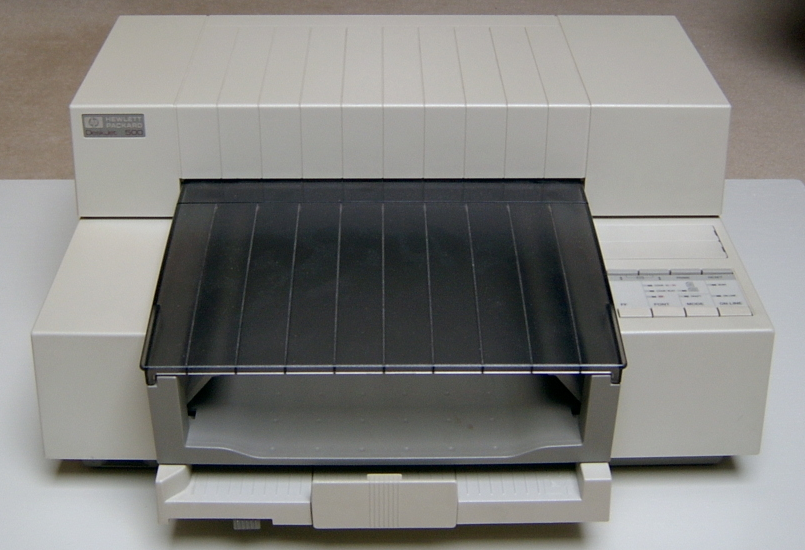
Tintenstrahldrucker HP Deskjet 500 (1990)

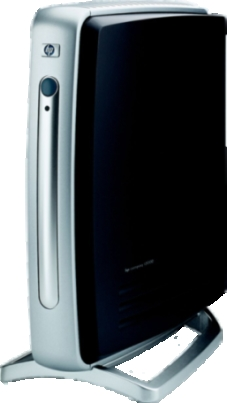
Thin Client von Hewlett-Packard (Modell T5700, ca. 2006)

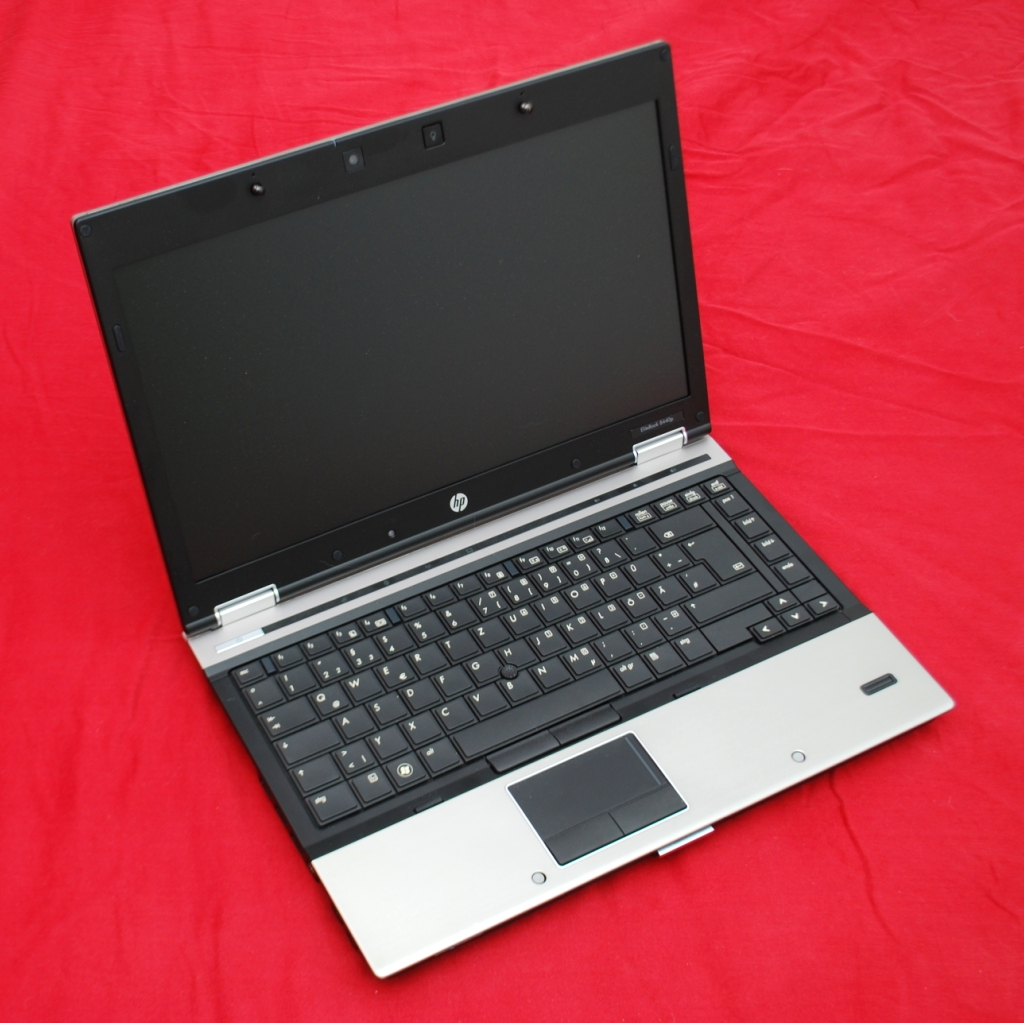
HP EliteBook 8440p

1939 wurde HP von William (Bill) Hewlett (1913–2001) und David Packard (1912–1996), beide Absolventen der Stanford University, mit einem Startkapital von 538 US-Dollar gegründet. Das erste HP-Produkt, der HP200A, ein Tonfrequenzgenerator, wurde in einer Garage in Palo Alto, Kalifornien, gebaut. Diese Garage gilt heute als Geburtsort des Silicon Valley. Einer der ersten Kunden waren die Walt-Disney-Studios, die für ihren Trickfilm Fantasia acht Tonfrequenzgeneratoren erwarben.
1959 eröffnete HP in Deutschland die zweite Produktionsstätte außerhalb Kaliforniens (die erste Niederlassung wurde am 1. April 1959 in Genf, Schweiz gegründet). Nach einem Deutschlandbesuch der beiden Unternehmensgründer fiel die Wahl auf Böblingen. Dort begannen 18 Mitarbeiter im Hinterhaus einer Strickwarenfabrik nach Plänen der amerikanischen Muttergesellschaft zu produzieren. Der Standort Deutschland wuchs schnell, 1961 zogen 150 Mitarbeiter in das neue Böblinger Werk ein. Zehn Jahre später waren es 1020 Mitarbeiter.

#### 1960er Jahre
1964 entwickelte HP eine transportable Atomuhr auf Cäsium-Basis.

#### 1970er Jahre
1972 brachte HP mit dem Modell HP-35 den ersten wissenschaftlichen Taschenrechner und 1979 die Tischrechner der 80er-Serie auf den Markt.

#### 1980er Jahre
Am 5. Januar 1980 gab Hewlett-Packard den Bau seines ersten Personal-Computers bekannt. 1984 wurde ein Tintenstrahldrucker für Privatkunden, der HP ThinkJet, eingeführt. Der Drucker basierte auf der thermischen Tintenstrahltechnik und löste die Punktmatrixdrucker ab.
Seit den 1980er Jahren besteht eine Partnerschaft mit Canon, über die HP auch Technik für Laserdrucker erwarb.
Am 3. März 1986 wurde HP.com registriert, die neuntälteste .com und erste zweibuchstabige Domain.
1987 wurde mit dem HP PaintJet Hewlett-Packards erster Farbdrucker und 1990 mit dem HP Deskjet 500 ein Arbeitsplatz- und Massendrucker mit einer Druckgeschwindigkeit von bis zu 3 Seiten/min und einer Grafikauflösung von 300 Punkte/Zoll auf den Markt gebracht.

#### 1990er Jahre
1995 übernahm HP den US-amerikanischen Hersteller von Vector-Minisupercomputern Convex Computer.
Am 17. März 1997 erfolgt die Übernahme von HP in den Dow-Jones-Aktienindex an der New York Stock Exchange.
1999 erfolgte die Teilung von HP in zwei unabhängige Unternehmen:
- Die Bereiche Computer, Bildbearbeitung und Drucker verblieben bei HP
- Die Bereiche Test- und Messtechnik, Chemische Analysentechnik, Medizinelektronik und Elektronische Bauelemente wurde eigenständig als Agilent Technologies.

Durch weitere Abspaltungen und Verkäufe von Agilent kam die Medizinelektronik im Jahr 2001 zu Philips Medical Systems, der Halbleiterbereich wurde 2005 zunächst an Investoren verkauft und 2009 als Avago Technologies an die Börse gebracht, wobei Philips das Optoelektronik-Joint-Venture Lumileds komplett übernahm. Avago benannte sich mit der Übernahme des früheren Mitbewerbers Broadcom im Jahr 2016 in Broadcom Inc. um. Agilent gliederte im selben Jahr die Messgerätesparte als Keysight Technologies aus.

#### 2000–2005
2002 fusionierte das Unternehmen mit dem Computer-Hersteller Compaq, der zuvor DEC und Tandem übernommen hatte, und weitete ihre Bedeutung auf dem Computermarkt deutlich aus. Die Fusion war sehr umstritten und wurde unter anderem vom Sohn des Unternehmensgründers hartnäckig, aber letztlich erfolglos, bekämpft.
2004 erwarb HP Deutschland die Triaton-Gruppe von der ThyssenKrupp AG für 340 Mio. Euro. Triaton war bis zu diesem Zeitpunkt eines der größten herstellerunabhängigen IT-Systemhäuser in Deutschland und hatte im Vorjahr mit etwa 2200 Mitarbeitern einen Umsatz von etwa 370 Mio. Euro erzielt. Damit baute HP die Marktstellung bei IT-Services weiter aus. Der Übernahme folgten nicht nur Stellenstreichungen bei Triaton selbst, sondern sie war Begründung für weitere Standortschließungen und Stellenstreichungen in Deutschland.
2004 erwarb HP den britischen IT-Dienstleister Synstar für 293,3 Mio. Euro. Synstar hat mehr als 1500 Kunden und ist in Europa aktiv. Das Unternehmen bietet Kunden IT-Dienstleistungen zum Management der IT-Infrastruktur an und betreibt Niederlassungen in Großbritannien, Deutschland, Belgien, Spanien, Luxemburg, Irland und den Niederlanden. Heute heißt das Unternehmen Hewlett-Packard CDS und ist auch für den HP-Geräte-Kundendienst im Fieldservice und Vor-Ort-Kundendienst zuständig.
Im Januar 2005 wurde die umstrittene CEO Carly Fiorina mit einer Abfindung von 21 Mio. US-Dollar entlassen und durch Mark Hurd ersetzt. Am 5. September veröffentlichte Newsweek Informationen, denen zufolge die damalige Vorstandsvorsitzende Patricia C. Dunn eine Gruppe von Experten angeheuert hatte, um eigene Mitarbeiter und Journalisten zu bespitzeln (sie wurde ein Jahr später entlassen).

#### 2006–2010
2006 verlagerte HP im Rahmen des Nearshoring seine Dienstleistungs-Aktivitäten ungeachtet sprachlicher und interkultureller Herausforderungen in Billiglohnländer (zum Beispiel das deutschsprachige Kundendienst-Zentrum nach Sofia). In Deutschland waren zirka 1200 Mitarbeiter vom Stellenabbau betroffen. Weltweit verloren im Rahmen weiterer Umstrukturierungsmaßnahmen fast 15.000 Mitarbeiter ihre Arbeitsplätze.
2008 erwarb HP das Unternehmen EDS für 13,9 Milliarden Dollar. Zusammengenommen hatte die Dienstleistungssparte beider Unternehmen zum Zeitpunkt des Kaufs weltweit 210.000 Mitarbeiter.
2010 erwarb HP den Netzwerkspezialisten 3Com für 2,7 Milliarden US-Dollar. Am 12. April 2010 schloss HP die 3Com-Übernahme ab. Am 29. April 2010 erwarb HP den Smartphone-Hersteller Palm für 1,2 Milliarden US-Dollar (5,70 US-Dollar pro Aktie). Palm suchte schon seit längerem einen Investor, um seine marode Finanzlage in den Griff zu bekommen. HP begründete diesen Schritt mit der Möglichkeit, Palms Betriebssystemplattform „WebOS“ zu verwenden. Im November 2010 kündigte Jon Rubinstein, der Leiter der „Palm Global Business Unit“ bei HP an, dass HP künftig Smartphones, Tablets und Drucker mit webOS entwickeln werde. HP gab jedoch im August 2011 die Einstellung aller WebOS-Aktivitäten bekannt.
Im August 2010 musste CEO Hurd nach 5 erfolgreichen Jahren das Unternehmen wegen eines Skandals um Belästigung und Spesenabrechnung verlassen. Vorübergehender CEO vom 6. August 2010 bis Ende Oktober 2010 war Cathie Lesjak. Sie wurde zum 1. November 2010 von Léo Apotheker, vormals Vorstandssprecher bei SAP, abgelöst.

#### 2011–2015
Im Februar 2011 kündigte das Unternehmen die Akquisition des Business-Intelligence-Software-Herstellers Vertica für eine nicht genannte Summe an, mit dem Ziel, im Markt der analytischen Informationssysteme Fuß zu fassen.
Im August 2011 verkündete Hewlett-Packard einen radikalen Strategiewechsel: Die Tablet-PCs sollten eingestellt und das PC-Geschäft verkauft werden. Analog der Strategie von IBM wolle sich der Konzern zukünftig auf Software, Dienstleistungen und Server konzentrieren.
Am 22. September 2011 trennte sich das Unternehmen von CEO Léo Apotheker mit sofortiger Wirkung. Meg Whitman wurde als Nachfolgerin als CEO und Präsidentin ernannt. Sie nahm die Entscheidung, das PC-Geschäft aufzugeben, zurück.
Im Mai 2012 kündigte HP eine mehrjährige Umstrukturierung mit einem Abbau von 34.000 Stellen an. Der Stellenabbau wurde bis 2015 auf 55.000 Stellen ausgeweitet.
Zum 23. September 2013 schied HP aus dem Dow-Jones-Aktienindex an der New York Stock Exchange aus.
Anfang 2014 wurde der Standort Rüsselsheim mit 1100 Mitarbeitern geschlossen.

#### Aufspaltung
Im Oktober 2014 bestätigte HP Meldungen über die Aufspaltung des Unternehmens: Im Oktober 2015 wurde HP in die Unternehmen HP Inc. (Drucker und PCs) sowie Hewlett Packard Enterprise (HPE) (Server, Storage und Netzwerk) geteilt. Damit nahm HP die Strategie wieder auf, die im September 2011 zur Trennung von CEO Léo Apotheker geführt hatte und von der späteren CEO Meg Whitman revidiert worden war. Die Aufspaltung wurde am 1. November 2015 abgeschlossen.
Am 24. November 2015 wurden die letzten Quartalszahlen der Hewlett-Packard Company vorgestellt. Weil laut Quartalsbericht die Aussichten von HPE besser waren als die von HP Inc., gab die Aktie von HP Inc. um 7 Prozent nach, während die Aktie von HPE um 2 Prozent stieg.

### HP Inc.

#### Seit 2016
Nach der Unternehmensumstrukturierung verzeichnete HP Inc. im ersten Quartal des Jahres 2016 eine Umsatzeinbuße von 12 % und im zweiten Quartal etwa 11 %. Bis 2019 sollten etwa 3.300 Stellen gestrichen werden, danach weitere 7–9.000.
Im November 2017 übernahm nach mehrmonatigen Verhandlungen und Umstrukturierungen HP Inc. das Druckersegment von der Firma Samsung für eine Milliarde US-Dollar und strebt damit einen verstärkten Absatz mit den damit verbundenen Techniken und Patenten an, die genutzt werden können.
Mit etwa 55.000 Mitarbeitern in mehr als 170 Ländern und einem Umsatz von 58,5 Mrd. US-Dollar (Geschäftsjahr 2018) gehört HP Inc. zu den führenden PC- und Druckerherstellern weltweit. Erster Chief Executive Officer (CEO) von HP Inc. war Dion Weisler, seine Nachfolge trat am 1. November 2019 der bisherige Bereichsleiter Bildverarbeitung, Drucker und Services, Enrique J. Lores an.
Im dritten Quartal 2019 ist HP bei den weltweiten Druckerverkäufen mit 39,5 Prozent Anteil Marktführer vor Canon (20,7 Prozent) und Epson (19,3 Prozent).
Im November 2019 gab der Drucker- und Kopiererhersteller Xerox ein Übernahmeangebot für HP Inc. bekannt.
Im April 2020 entschied sich Xerox, HP Inc. doch nicht übernehmen zu wollen.

## Eigentümerstruktur
Mit Stand Anfang 2020 sind knapp 87 % der Aktionäre von HP Inc. institutionelle Anleger. Die größten Anteile halten folgende Investoren:
- Dodge & Cox (10,11 %)
- The Vanguard Group (8,75 %)
- State Street Global Advisors, SSgA Funds Management (4,85 %)
- BlackRock (4,74 %)
- Icahn Associates Holding (4,33 %)
- DWS Investment (3,96 %)

## Logos

Logo von 1954 bis 1964
Logo von 1964 bis 1981
Logo von 1981 bis 2000
Logo von 2000 bis 2009
Logo von 2009 bis 2012
Logo von 2012 bis heute
Logo für Premiumprodukte von HP seit 2016[39]

## Trivia
- Aufgrund einer Zusage Hewlett-Packards, sich in Stuttgart-Vaihingen anzusiedeln, wurde für die S-Bahn Stuttgart eigens der Bahnhof Stuttgart-Österfeld gebaut und 1993 in Betrieb genommen. Kurz darauf entschied sich Hewlett-Packard um, sodass, nach der Internationalen Gartenbauausstellung 1993, bis zur Eröffnung des an gleicher Stelle entstandenen Stuttgart Engineering Park, die Stadt der Bahn die entstehenden Verluste erstattete.
- Steve Wozniak verkaufte 1976 seinen programmierbaren Taschenrechner vom Typ HP-65, um seinen Anteil am Startkapital von Apple beizutragen.[40] Zuvor hatte er bei HP an der Entwicklung des ersten technisch-wissenschaftlichen Taschenrechners HP-35 mitgearbeitet.

## Kritik

### Bestechung
Am 9. April 2014 schloss HP ein Verwaltungsverfahren vor der Securities and Exchange Commission ab und stimmte einer Anordnung zu, in der bestätigt wurde, dass HP gegen das Foreign Corrupt Practices Act (FCPA) verstoßen hatte, als HP-Tochtergesellschaften in Russland, Polen und Mexiko unzulässige Zahlungen an Regierungsbeamte geleistet hatten, um lukrative öffentliche Aufträge zu erhalten beziehungsweise solche weiterhin zu behalten.

### Im Bereich Drucker
Durch ein im August 2016 beim Kunden automatisch aufgespieltes Software-Update wurden Farbpatronen von Drittanbietern anhand deren Chips erkannt und jeglicher Druckvorgang blockiert. Laut Aussage von HP sollte das Update dem Schutz des innovativen Produktangebots sowie seines geistigen Eigentums dienen. Die Funktion für das im August 2016 aufgespielte Update wurde bereits 2015 bei den Modellen Officejet, Officejet Pro und Officejet ProX eingeführt. Nach Protesten durch große Online-Shops, Drittanbieter und der Gründung einer Stiftung für geschädigte Kunden wurde das Problem durch ein weiteres Update von HP behoben. Insbesondere die rechtliche Seite ist nicht eindeutig geklärt, denn es stellt sich hierbei die Frage, welche Rechte mit dem Kauf einer Firmware-Lizenz auf den Käufer übergehen und welche nicht.

### Künstliche Wartezeit bei Supportanfragen
Im Februar 2025 fügte HP seinem telefonischen Support eine generelle 15-minütige Wartezeit hinzu, um die Kunden dazu zu bewegen, digitale Supportkanäle zu nutzen. Von dieser Änderung waren Kunden im Vereinigten Königreich, Irland, Frankreich, Deutschland und Italien betroffen. HP kehrte jedoch nach kurzer Zeit wieder zum vorherigen Verfahren ohne künstliche Wartezeit zurück.